# Raimundo Fernández Villaverde
Raimundo Fernández Villaverde y García del Rivero (* Madrid, 20 de janeiro de 1848- Madrid, 15 de julho de 1905), político espanhol, foi presidente do Conselho de ministros durante o reinado de Afonso XIII e ministro de Governação, de Graça e Justiça, de Fazenda, e de Ultramar em diferentes governos formados durante o reinado de Afonso XII, a regência de Maria Cristina de Habsburgo-Lorena e o reinado de Afonso XIII.

## Biografia
Marquês de Pozo Rubio, Fernández Villaverde estudou segundo grau no Instituto de San Isidro e posteriormente Direito na Universidade Central, na qual se licenciou com 21 anos, especializando-se em Direito mercantil e Fazenda pública. Após atingir o grau de doutor, foi nomeado professor supernumerário dessa Universidade. Adscrito ao Partido Conservador, logrou a ata de deputado pelo distrito de Caldas de Reis, pertencente à circunscrição de Pontevedra, nas eleições celebradas a 15 de setembro de 1872, nas quais Serrano resultou eleito Presidente do Conselho de Ministros. Nas sucessivas eleições celebradas até 1903 voltaria a obter cadeira de deputado por Pontevedra.
Em 1877 foi designado diretor geral de Administração local e ao ano seguinte a Intervenção General da Administração do Estado. A 22 de março de 1880 foi designado subsecretário com Fernando Cos-Gayón como intitular de Fazenda, cargo no que cessou a 10 de fevereiro de 1881, após a chegada ao governo de Sagasta. A 31 de março de 1884 foi designado governador civil de Madrid. A 11 de julho de 1885 foi designado Ministro de Governação após a sua polêmica atuação frente da negativa dos comerciantes a cumprir as medidas decretadas pelo Governo para responder à epidemia de cólera existente na cidade. Abandonou o ministério a 25 de novembro de 1885, quando após o falecimento de Afonso XII, Cánovas cedeu o governo a Sagasta.
Em 1888 foi designado membro da Real Academia de Ciências Morales e Políticas, lendo um discurso intitulado Considerações histórico-críticas a respeito do sufrágio universal como órgão da representação política nas sociedades modernas. Após o regresso em julho de 1890 dos conservadores ao governo, Fernández Villaverde foi designado Ministro de Graça e Justiça. Como membro da facção silvelista do Partido Conservador demitiu, bem como Eduardo Dato, quando ocorreu o confronto entre Francisco Romero Robledo e  Francisco Silvela.
A 15 de dezembro de 1898 foi eleito membro da Real Academia da Língua Espanhola. Contudo, por vicissitudes várias não pôde tomar posse até 23 de novembro de 1902 com um discurso sobre a  poesia espanhola do século XV. Como consequência de tudo isto, Fernández Villaverde não voltaria a ocupar cargos relevantes até 1899, após morrer Cánovas e Silvela atingir o liderado do Partido Conservador, que brevemente se denominou União Conservadora.
Na formação do primeiro Governo após a paz norte-americana, a 4 de maio de 1899, Fernández Villaverde ocupou a carteira da Fazenda, sob a presidência de Silvela. A 17 de junho desse ano apresentou a lei de orçamentos do exercício 1899-1900. Em setembro foi eligido Presidente do Congresso e substituído em Fazenda por Manuel Allendesalazar. A 6 de dezembro de 1902  voltaram os conservadores ao poder com Silvela de presidente e Fernández Villaverde como Ministro de Fazenda. Porém, divergências em torno à reconstrução da esquadra e do seu efeito sobre o equilíbrio orçamentário motivaram a sua demissão e posterior substituição por Faustino Rodríguez de San Pedro. Depois das eleições de maio de 1903, Fernández Villaverde voltou à presidência do Congresso. Contudo, a sua permanência neste posto seria efêmera pois após a demissão de Silvela, a 18 de julho de 1903, seria nomeado Presidente do Governo, com Augusto González Besada ocupando a carteira de Fazenda. A sua situação era complicada, pois à oposição dos liberais seria preciso acrescentar a clandestina de Silvela, Antonio Maura e os seus adeptos. Ante tal situação resolveu demitir, sendo substituído na Presidência do Governo por Maura. Voltaria a ocupar a Presidência do Governo a 27 de janeiro de 1905. Contudo, a oposição ao governo da maioria dos deputados do seu partido obrigou-lhe  a manter as Cortes fechadas. A reabertura destas e as derrotas no Senado, a 17 de junho, e no Congresso, a20 de junho precipitariam a sua demissão acontecida a 21 de junho de 1905. Apenas um mês depois faleceu em Madrid.